# Janika Kronberg

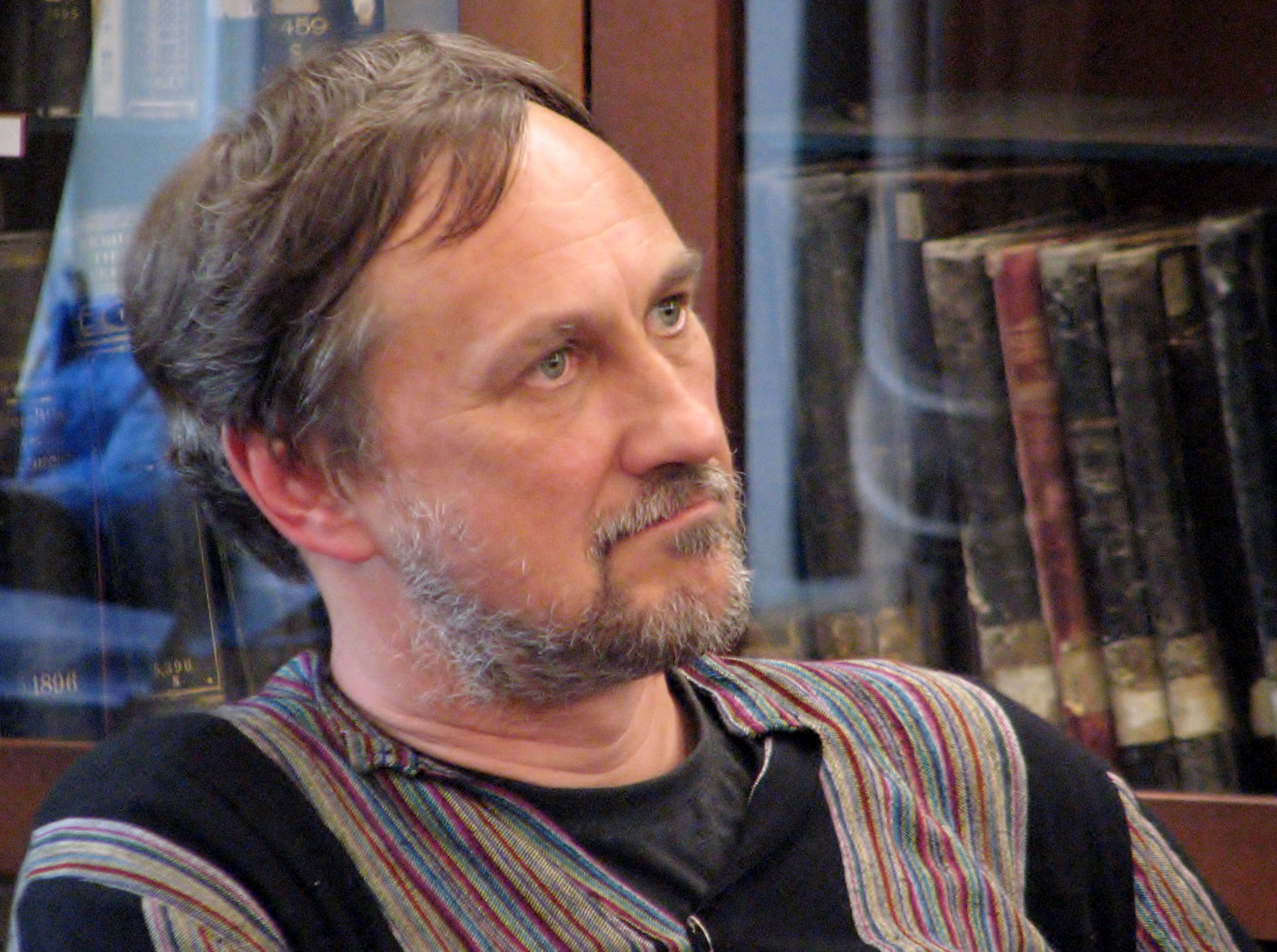
Janika Kronberg (2014)

Janika Kronberg (* 24. November 1963 in Võru) ist ein estnischer Literaturwissenschaftler, Kritiker und Essayist.

## Leben
Kronberg machte 1981 in Võru Abitur und studierte von 1982 bis 1989 an der Universität Tartu estnische Philologie. Danach war er von 1989 bis 1996 Direktor des neugegründeten Karl-Ristikivi-Museums in Tartu. In dieser Eigenschaft hat er sich darum bemüht, es zu einem Zentrum zur Erforschung der estnischen Exilliteratur auszubauen. Mittlerweile ist das Museum zwar geschlossen (2007), aber die seit 2001 bestehende Karl-Ristikivi-Gesellschaft nimmt heute die ursprünglich für das Museum vorgesehene Aufgaben wahr.
Kronberg ist seit 1996 Mitglied des Estnischen Schriftstellerverbandes und war von 1996 bis 2005 Vorsitzender der Tartuer Abteilung des Verbandes. Von 2005 bis 2015 war er Direktor des Estnischen Literaturmuseums. Seit dem 1. März 2016 ist er Chefredakteur der wichtigsten estnischen Literaturzeitschrift Looming.

## Wissenschaftliches Werk
In seiner Forschung konzentriert sich Kronberg vor allem auf die exilestnische Literatur. So liegt von ihm eine Monografie zur Geschichte des bedeutendsten exilestnischen Verlags, der Genossenschaft estnischer Schriftsteller und Schriftstellerinnen (Eesti Kirjanike Kooperatiiv) vor, der von 1950 bis 1994 in Lund tätig war. Außerdem publizierte er ein Reisebuch, in dem er den Spuren bedeutender estnischer Autoren folgte. Ferner verfasste er zahlreiche Detailstudien zu estnischen Schriftstellern und wirkte als Herausgeber.

## Werke

### Monografien
- Tiibhobu märgi all. Eesti Kirjanike Kooperatiiv 1950-1994. Tallinn: Underi ja Tuglase Kirjanduskeskus 2002. 287 S. (Collegium litterarum 13)
- (gemeinsam mit Rutt Hinrikus, Sirje Olesk und Tio Tepandi): Marie Under. Tartu: Ilmamaa 2003. 286 S.
- (Herausgabe) Karl Ristikivi: Päevaraamat 1957–1968. Tallinn: Varrak 2008. 1112 S.
- Rännud kuue teejuhiga. Tallinn: GoGroup 2013. 247 S.

### Artikel (Auswahl)
- Artur Adson kodupaigalaulikuna, in: Keel ja Kirjandus 2/1989, S. 82–86.
- Die Wellen der Moderne im Grenzland, in: Acta Baltica 35 (1997), S. 291–296.
- Ja liha saab sõnaks. Märkmeid Mari Saadi proosast, in: Looming 9/1997, S. 1260–1268.
- Karl Astiga „Krutsifiksi“ lugemas ja kärpimas, in: Looming 12/1998, S. 1888–1900.
- Die Sauna als ideologisches Problem, in: Estonia 2/1999, S. 4–9.
- Esten und Deutsche im Spiegel der estnischen Literatur, in: Baltica 4/1999, S. 34–48.
- Eesti kirjandus Eesti Kirjanike Kooperatiivi väravas, in: Akadeemia 4/2000, S. 695–716.
- Varemed ja paradoks: Jaan Kaplinski 60, in: Keel ja Kirjandus 1/2001, S. 1–4.
- Wahrheit als plötzliches Verstummen. Zur Dichtung von Triin Soomets, in: Estonia 2/2001, S. 28–31.
- Mari Vallisoo, in: Estonian Literary Magazine 12 (2001), S. 32–34.
- Kuuekümnendad: kuldsed või kassikuldsed?, in: Kohandumise märgid. Koostanud ja toimetanud Virve Sarapik, Maie Kalda, Rein Veidemann. Tallinn: Underi ja Tuglase Kirjanduskeskus 2002. (Collegium litterarum 16), S. 329–337.
- Vahepeatus: „Eesti Looming“, in: Looming 4/2003, S. 579–585.
- Ivariga Ameerikas. 40 aastat hiljem, in: Looming 6/2004, S. 876–884.
- Riid pagulaslehtlas. Ivo Iliste eesti pagulaskirjandusest, in: Looming 11/2004, S. 1700–1708.
- Roomas. Kaspari jälil, in: Looming 12/2006, S. 1847–1859
- Kirjanduse süüdimatu musikaalsus. Tähelepanekuid Ristikivist ja muusikast, in: Paar Sammukest 24 (2008), S. 171–182.
- Jonas Meelistega Karl Asti jälil, in: Looming 4/2008, S. 564–584.
- (mit Brita Melts): Karl Ristikivi rändav Arkaadia, in: Keel ja Kirjandus 10/2012, S. 721–733.
- (mit Mari Laaneste): Joonistav kirjanik Pedro Krusten, in: Tuna 3/2015, S. 124–128.